# 白雲湖街道
白雲湖街道（はくうんこがいどう）は、広州市白雲区の街道。現行行政地名は白雲湖街道夏茅富民社区、白雲湖街道大朗北社区などの社区15個がある。

## 地理
広州市白雲区の中西部に位置している。

## 行政区画
15社区を管轄する。

## 施設

### 交通
・地下鉄の駅：